# Liste der Baudenkmäler in Augsburg-Kriegshaber
In der Liste der Baudenkmäler in Kriegshaber sind die Baudenkmäler im Augsburger Stadtbezirk Kriegshaber im
gleichnamigen Planungsraum Kriegshaber
(VII)
aufgelistet. Zu diesen Baudenkmälern gibt es auch eine Bildersammlung.
Diese Liste ist eine Teilliste der Liste der Baudenkmäler in Augsburg. Grundlage der Liste ist die Bayerische Denkmalliste, die auf Basis des bayerischen Denkmalschutzgesetzes vom 1. Oktober 1973 erstmals erstellt wurde und seither durch das Bayerische Landesamt für Denkmalpflege geführt und aktualisiert wird. Die folgenden Angaben ersetzen nicht die rechtsverbindliche Auskunft der Denkmalschutzbehörde.

## Ensembles

### Ensemble Ehemalige Judensiedlung

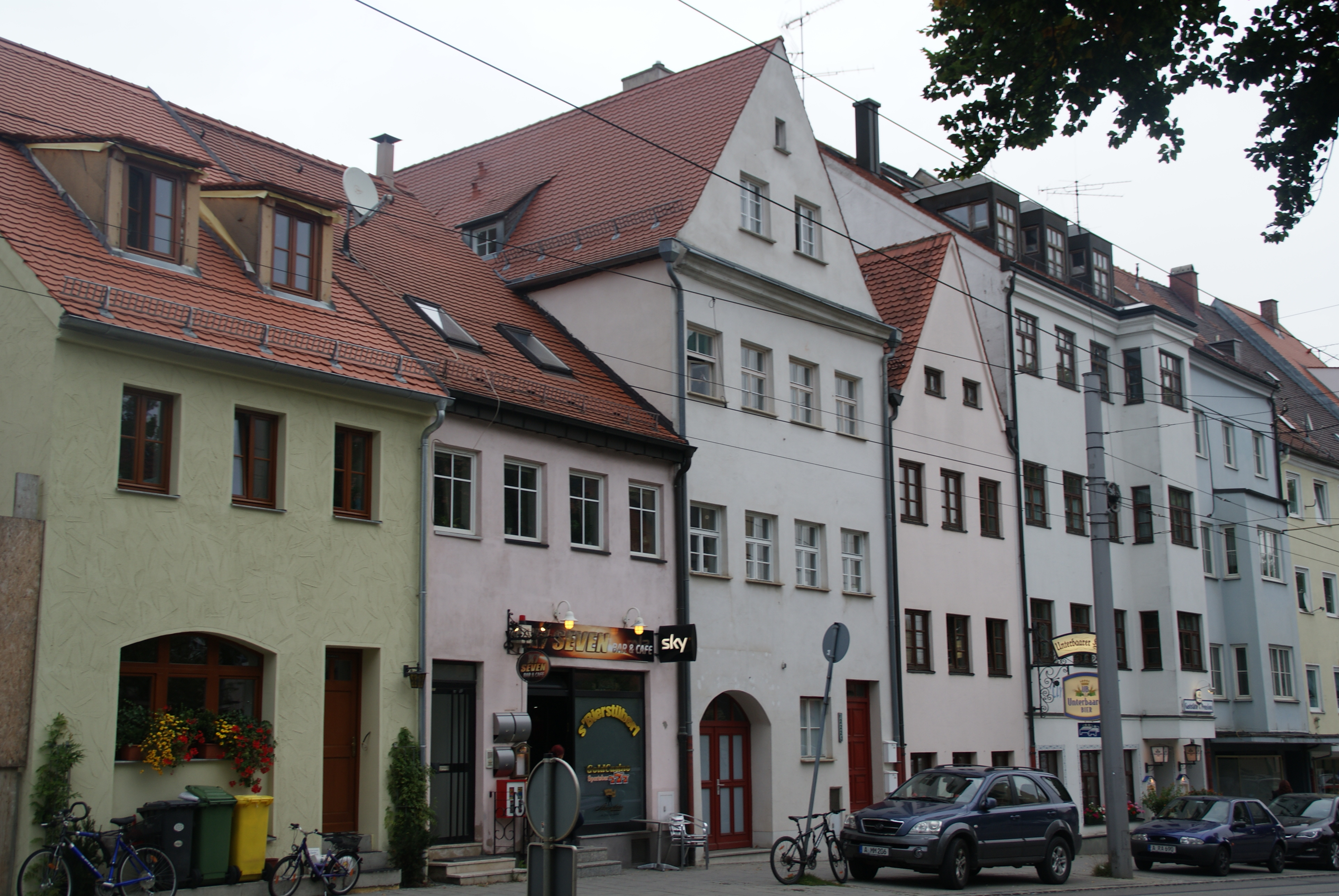
Ensemble Ehemalige Judensiedlung

Das Ensemble umfasst den Teil der ehem. Judensiedlung im alten Ortskern von Kriegshaber, der sich entlang der Nordseite der Ulmer Straße hinzieht. Nach der Austreibung der Juden aus der Reichsstadt um 1440 siedelten sich diese vor allem in Kriegshaber an, wo sie unter dem Hoch- und Gassengericht der Markgrafschaft Burgau standen, während sie ihren Geschäften in der nahen Stadt weiter nachgehen konnten. Die westlich des ehemaligen Zollhauses in fast geschlossener Reihe erhaltenen einstigen Judenhäuser entstammen überwiegend dem 18. Jahrhundert. Zwischen diesen vorwiegend drei- bis viergeschossigen schmalen Traufseitbauten mit hohen Satteldächern liegt, leicht zurückgesetzt, die schlichte Synagoge.
Aktennummer: E-7-61-000-18

## Einzelbauwerke
| Lage                                                                              | Objekt                                                           | Beschreibung | Akten-Nr.                | Bild                                                 |
| --------------------------------------------------------------------------------- | ---------------------------------------------------------------- | --- | ------------------------ | ---------------------------------------------------- |
| Gieseckestraße 2 (Standort)                                                       | Ehemaliges Judenhaus                                             | Dreigeschossiger Traufseitbau mit Satteldach und zwei Zwerchgiebeln, weiteres Zwerchgiebelpaar zur Ulmer Straße, 17./18. Jahrhundert | D-7-61-000-324 Wikidata  | Ehemaliges Judenhaus                                 |
| Gieseckestraße 6 (Standort)                                                       | Ehemaliges Judenhaus                                             | Dreigeschossiger Giebelbau mit Satteldach und teils überhängenden Obergeschossen, 17./18. Jahrhundert | D-7-61-000-325 Wikidata  | Ehemaliges Judenhaus                                 |
| Gieseckestraße 16 (Standort)                                                      | Ehemaliges Judenhaus                                             | Dreigeschossiger Traufseitbau mit Satteldach und Schweifgiebeln, 17./18. Jahrhundert, identisch mit Kriegshaberstraße 17 | D-7-61-000-326 Wikidata  | Ehemaliges Judenhaus                                 |
| Hooverstraße 15 (Standort)                                                        | Jüdischer Friedhof                                               | Mit Grabsteinen des 17. bis 20. Jahrhunderts, angelegt 1627, erweitert 1695 und 1722 Wächterhaus, zweigeschossiger Satteldachbau, im Kern 1724, 1825 verändert Umfassungsmauer, verputzter Backstein, 1871, teilweise erneuert | D-7-61-000-438           | weitere Bilder                                       |
| Kriegshaberstraße 4 (Standort)                                                    | Ehemaliges Gasthaus mit Posthalterei, sogenannter Marstaller Hof | Zweigeschossiger langgestreckter Satteldachbau, 17./18. Jahrhundert | D-7-61-000-598 Wikidata  | weitere Bilder                                       |
| Nähe Ulmer Straße (Standort)                                                      | Straßenbahn-Depot                                                | Vierschiffige Halle mit Holzstützen, offenem Dachstuhl und breitgezogener, in barocken Formen mit ovalen Fenstern gestalteter Frontseite, um 1900 | D-7-61-000-1005 Wikidata | weitere Bilder                                       |
| Ramsbergstraße 19 a, Ramsbergstraße 19 (Standort)                                 | Ehemaliger Gutshof                                               | Um 1810; Herrenhaus, zweigeschossiger Mansarddachbau mit Schopf und kreisrund geöffneten Dachgauben; Gesindehaus, zweigeschossiger Walmdachbau mit Zwerchhaus Stallgebäude mit Scheune, langgestreckter Baukörper mit Bohlendach und Fledermausgaube | D-7-61-000-822 Wikidata  | Ehemaliger Gutshof                                   |
| Rockensteinstraße 21 (Standort)                                                   | Evang.-Luth. St.-Thomas-Kirche                                   | Sichtziegelbau über dreieckigem Grundriss, mit Faltdach und rundem Campanile, von Olaf Andreas Gulbransson, 1959 bis 1961, mit Ausstattung Angeschlossenes Gemeinde- und Pfarrhaus, erdgeschossiger Sichtziegelbau mit Flachdach, gleichzeitig | D-7-61-000-1250 Wikidata | weitere Bilder                                       |
| Sommestraße 30 (Standort)                                                         | Ehemaliges Offizierskasino, jetzt Kulturhaus Abraxas             | Winkelförmige zweigeschossige Baugruppe mit Walmdächern, turmartigem Eingangsbereich und nordwestlich anschließendem Saal, 1936/37 | D-7-61-000-1258 Wikidata | Ehemaliges Offizierskasino, jetzt Kulturhaus Abraxas |
| Ulmer Straße, Nähe „Spektrum“ (Standort)                                          | Heiligenfigur Heiliger Johannes von Nepomuk                      | Sandsteinfigur auf Pfeiler, bezeichnet „1788“ | D-7-61-000-1020 Wikidata | Heiligenfigur Heiliger Johannes von Nepomuk          |
| Ulmer Straße 63 (Standort)                                                        | Katholische Kirche St. Thaddäus                                  | Saalbau mit Unterkirche, eingezogenem oktogonalem Chor und westlicher Zweiturmfassade, Backsteinbau mit Klinkerverblendung, von Thomas Wechs, 1939/40 und 1947, nördlicher Turm 1954 erhöht, mit Ausstattung Pfarrhaus, zweigeschossiger verputzter Satteldachbau, von Thomas Wechs, gleichzeitig                                                            | D-7-61-000-1002          | weitere Bilder                                       |
| Ulmer Straße 74, Ulmer Straße 74 a, Ulmer Straße 76, Ulmer Straße 76 a (Standort) | Ehemalige Maschinenfabrik Keller & Knappich, jetzt Wohnhäuser    | Zwei durch Bogen verbundene zweigeschossige, giebelständige Flügelbauten mit Satteldach und Fassaden in barocken Formen, Stahlbetonkonstruktion mit verputztem Mauerwerk, von Leo Kalbitz, 1916, Erweiterung des Westflügels 1918, Umbau zu Wohnungen 1984 Ehemaliges Lagergebäude, erdgeschossiger Bau mit Rundbogenfenstern, östlich anschließend, um 1916 | D-7-61-000-1003 Wikidata | weitere Bilder                                       |
| Ulmer Straße 127 (Standort)                                                       | Ehemaliges Gasthaus Schwarzer Adler                              | Zweigeschossiger Walmdachbau mit Zwerchhäusern und Putzgliederungen, Anfang 19. Jahrhundert Ehemaliges Stallgebäude, Satteldachbauten, 19. Jahrhundert Zugehöriger Garten mit altem Baumbestand | D-7-61-000-1004 Wikidata | Ehemaliges Gasthaus Schwarzer Adler                  |
| Ulmer Straße 182 (Standort)                                                       | Ehemaliges Markgräflich-Burgauisches Zollamtsgebäude             | Zweigeschossiger Mansardwalmdachbau mit übergiebeltem Eingangsrisalit, Joseph Dossenberger, zweite Hälfte 18. Jahrhundert | D-7-61-000-1007 Wikidata | weitere Bilder                                       |
| Ulmer Straße 187, Ulmer Straße 189 (Standort)                                     | Ehemaliges Judenhaus                                             | Doppelwohnhaus, zwei zweigeschossige giebelseitig verbundene Satteldachbauten mit Zwerchhaus an der nördlichen Traufseite und südlicher Erweiterung, zweite Hälfte 17. Jahrhundert | D-7-61-000-1008 Wikidata | Ehemaliges Judenhaus                                 |
| Ulmer Straße 195 (Standort)                                                       | Katholische Dreifaltigkeitskirche                                | Dreischiffige Basilika mit eingezogenem Chor, Querhaus und nördlichem Turm mit Spitzhelm, von Max Treu, 1866/67, Zerstörung 1945, Wiederaufbau durch Michael Kurz 1950; mit Ausstattung | D-7-61-000-1010 Wikidata | weitere Bilder                                       |
| Ulmer Straße 199 (Standort)                                                       | Pfarrhaus                                                        | Zweigeschossiger barockisierender Walmdachbau mit Mittelrisaliten, um 1900/10; Einfriedung, wohl gleichzeitig | D-7-61-000-1011 Wikidata | weitere Bilder                                       |
| Ulmer Straße 205 (Standort)                                                       | Ehemaliges Judenhaus                                             | Dreigeschossiger Traufseitbau mit Satteldach und Zwerchhaus, 18. Jahrhundert | D-7-61-000-1013 Wikidata | Ehemaliges Judenhaus                                 |
| Ulmer Straße 207 (Standort)                                                       | Ehemaliges Judenhaus                                             | Dreigeschossiger Traufseitbau mit Satteldach, 17./18. Jahrhundert | D-7-61-000-1014 Wikidata | Ehemaliges Judenhaus                                 |
| Ulmer Straße 222 (Standort)                                                       | Ehemaliges Judenhaus                                             | Schmaler dreigeschossiger Giebelbau mit Satteldach und Giebelgesims, 18. Jahrhundert | D-7-61-000-1017 Wikidata | Ehemaliges Judenhaus                                 |
| Ulmer Straße 228 (Standort)                                                       | Ehemalige Synagoge                                               | Zweigeschossiger Traufseitbau mit Satteldach, hohen Rundbogenfenstern und östlichem Erker, anschließend schmales Pultdachhaus, um 1850 | D-7-61-000-1018 Wikidata | weitere Bilder                                       |
| Ulmer Straße 230 (Standort)                                                       | Ehemaliges Judenhaus                                             | Dreigeschossiger Traufseitbau mit Satteldach, oberstes Geschoss vorkragend, im Kern 18. Jahrhundert | D-7-61-000-1019 Wikidata | Ehemaliges Judenhaus                                 |

## Ehemalige Baudenkmäler
In diesem Abschnitt sind Objekte aufgeführt, die früher einmal in der Denkmalliste eingetragen waren, jetzt aber nicht mehr. Objekte, die in anderem Zusammenhang also z. B. als Teil eines Baudenkmals weiter eingetragen sind, sollen hier nicht aufgeführt werden. Aktennummern in diesem Abschnitt sind ehemalige, jetzt nicht mehr gültige Aktennummern.

| Lage                             | Objekt               | Beschreibung                                                                                           | Akten-Nr.                | Bild                 |
| -------------------------------- | -------------------- | --- | ------------------------ | -------------------- |
| Ulmer Straße 192, 194 (Standort) | Ehemaliges Judenhaus | Doppelhaus, viergeschossiger Traufseitbau mit Satteldach und Zwerchhaus, zweite Hälfte 17. Jahrhundert | D-7-61-000-1009 Wikidata | Ehemaliges Judenhaus |
| Ulmer Straße 216 (Standort)      | Ehemaliges Judenhaus | Viergeschossiger Traufseitbau mit Satteldach und Flacherker, Ende 18./Anfang 19. Jahrhundert           | D-7-61-000-1015 Wikidata | Ehemaliges Judenhaus |